# The North Water
The North Water es una novela de 2016 del autor y académico inglés Ian McGuire. El libro fue publicado por Henry Holt and Company (Estados Unidos) y Simon & Schuster (Reino Unido) / Scribner (Reino Unido).
The North Water ganó el premio Encore de la Royal Society of Literature,  estuvo en la lista larga para el premio Man Booker y fue adaptado en una miniserie de televisión de la BBC protagonizada por Colin Farrell y Jack O'Connell. 

## Trama
El "agua del norte" del título es la región hacia donde navegaban los barcos en su interminable búsqueda de ballenas por su valioso aceite. La novela comienza en Hull, donde la industria está amenazada debido a que la parafina y el aceite de carbón, más baratos, reemplazan paulatinamente al aceite de ballena. El barco ballenero Voluntee zarpa hacia la bahía de Baffin, con una tripulación muy variada a bordo: “Incompetentes y salvajes. Escoria e inmundicia del distrito portuario”, como refiere el capitán de la nave.  
A la tripulación del Volunteer se une como médico el irlandés Patrick Sumner, un excirujano del ejército caído en desgracia, adicto al opio, y con un pasado turbio en la India, que resultó herido en el asedio de Delhi durante el levantamiento de los cipayos de 1857, quien alega que quiere seis meses de trabajo antes de adquirir una propiedad en Irlanda.  Zarpan bajo el mando del Capitán Brownlee, quien perdió su último barco y tripulación en un naufragio; y en alianza con el corrupto armador Jacob Baxter, tiene la intención de hundir al Volunteer para llevar a cabo una estafa de seguros. Henry Drax es el arponero y el hombre necesario para ejecutar el plan de Brownlee y el Baxter. Drax será el oponente de Patrick Sumner. El médico, amargado y desilusionado, se basa en la evidencia y la lógica, recitando la Ilíada en situaciones desesperadas para mantenerse cuerdo. Henry Drax, por otro lado, no sigue un plan, actúa según impulsos espontáneos para satisfacer sus necesidades de inmediato, y no tiene escrúpulos de ninguna naturaleza. 
En su primer día en el mar Sumner se resbala entre dos corrientes de hielo y queda parcialmente sumergido en el agua helada. Los miembros de la tripulación lo encuentran después de unas horas. Sumner está en coma pero vivo. Mientras se recupera lentamente en la bodega del barco, recuerda los violentos combates que vio en la India. Otto, uno de los arponeros a bordo, es un hombre espiritual que cree que Sumner alcanzó un mayor nivel de conciencia mientras estaba cerca de la muerte. Sumner se pone a trabajar tratando a los hombres del barco por lesiones y enfermedades. El equipo lo tiene en gran estima por sus habilidades, pero Sumner no cree que haya hecho nada extraordinario. Un día, trata a un joven marinero Joseph Hanna por un dolor de estómago y descubre que el niño ha sido agredido sexualmente. Joseph no le dice a Sumner quién lo ha estado agrediendo. Brownlee también intenta obtener respuestas de Joseph, pero cuando Joseph se niega a hablar de ello, Brownlee prohíbe que se comente el incidente. Unos días después, Joseph es asesinado. Brownlee promete encontrar al asesino, pero su investigación es en gran medida ineficaz y se deja llevar por las opiniones de los hombres del barco. Un tripulante llamado McKendrick menciona que sospecha que Drax cometió el asesinato. Casi de inmediato, la opinión popular se vuelve contra él y McKendrick se convierte en el principal sospechoso. Sin embargo, como médico de McKendrick, Sumner sabe que no podría haber matado a Joseph debido a una lesión previa en la mano. Sumner continúa realizando un examen físico a Drax y encuentra evidencia de que Drax es el asesino. Sumner le comunica a Brownlee sus preocupaciones, pero antes de que éste pueda actuar, Drax lo ataca. Drax es detenido. Brownlee se retira a su cabina y muere de sus heridas  unos días después. 
El tripulante Cavendish toma el mando del barco y planea seguir adelante con el plan de fraude de seguros. El complot para hundir el barco requiere la ayuda de todos los miembros de la tripulación, por lo que Cavendish se ve obligado a liberar temporalmente a Drax. La tripulación vara al barco en el hielo y lo hunde. Luego caminan sobre el hielo hasta donde está anclado otro barco ballenero para asegurar el paso de la tripulación. La tripulación se prepara para transportar sus suministros sobre el hielo, pero una tormenta los interrumpe. El barco en el que se suponía que debían abordar zarpa para escapar de la tormenta y la tripulación queda varada en el hielo. Estallan combates y varios hombres resultan gravemente heridos o muertos. Cavendish decide que deberían caminar hasta Pond's Bay para buscar otro barco. Durante el viaje, Drax escapa y mata a varios miembros de la tripulación, incluido Cavendish, antes de huir. Otto se convierte en el líder de la tripulación. 
Sumner ve un oso y toma un rifle para matarlo y comerlo. Sigue al animal en el hielo y se pierde. Cazadores nativos lo rescatan. Sumner se queda en su aldea para recuperarse de la congelación y el agotamiento. Finalmente, encuentra un barco que lo llevará a casa. 
Una vez de regreso en Inglaterra, Sumner está decidido a encontrar a Drax para obligarlo a enfrentar un proceso judicial. Drax se entera de esto y, junto con Baxter, un agente de transporte que ayudó con el plan de fraude de seguros, conspira para matar a Sumner. Drax y Baxter se enfrentan a Sumner en el astillero, pero Sumner consigue manejar la situación. Mata a Drax y obliga a Baxter a pagarle una gran suma de dinero. Luego, se embarca en un barco ballenero alemán y deja Inglaterra atrás.

## Recepción
El crítico de The Guardian escribe: "La fuerza de The North Water radica en sus detalles bien investigados y sus persuasivas descripciones del frío, la violencia, la crueldad y el crudo y sangriento negocio de la matanza de ballenas [...] El barco se convierte en un universo moralmente nulo, aislado en las aguas del norte. Hay aquí ecos de El corazón de las tinieblas de Conrad: si el horror está en el centro de la existencia, ¿qué respuesta es posible? [...] Se trata de una visión sombría en la que se destruyen vidas por casi nada. Las ballenas son sacrificadas, los hombres se traicionan unos a otros y mueren. El hielo aplasta todo a su paso, desde la piel hasta el alma. The North Water no funciona en todas las dimensiones, pero triunfa como cuento de oscuridad.". 
El titular del Independent Book Review fue: "Ian McGuire, The North Water: 'Sutil como un arpón en la cabeza, pero totalmente apasionante" refuerza el aspecto realista de la obra.
Kirsten Reimers, Deutschlandfunk, elogió la novela: "Las referencias a novelas de Jack London y, por supuesto, de Herman Melville, así como a otros clásicos de la literatura náutica y ártica, son inconfundibles. Pero The North Water es algo más que una idea de último momento o incluso una colección de citas. Aunque la novela está ambientada a mediados del siglo XIX, sus dimensiones psicológicas, filosóficas y morales son muy contemporáneas. Las cuestión del bien o del mal no interesa. Lo feo, lo cruel, el deseo de matar y dominar a los demás se puede encontrar en todos los que aparecen en este libro, es parte integral de la humanidad y la civilización. En The North Water, Ian McGuire combina con maestría elementos de la novela policíaca, de aventuras e histórica, creando una novela moderna y atemporal que impacta, perturba e inspira." 
Martin Gaiser, Literaturkritik, resaltó la dinámica de la obra: “He aquí el hombre es la primera frase de este libro, que deja sin aliento y del cual hay pocos equiparables. Entretiene a un nivel muy alto, repele y hace seguir leyendo con avidez. Plantea las grandes preguntas sobre la moralidad, la codicia, la humanidad y lo que significa la existencia humana. En estos tiempos técnicos y digitales, The North Water parece un objeto de una época extraña; es una novela arcaica, a veces casi atávica, que tiene un efecto duradero y habla de los daños que las personas hacen a la naturaleza y a los demás." 

## Premios y honores
- Premio Man Booker 2016, preseleccionado. [9]
- 2016 New York Times 10 mejores libros de 2016 [10]
- 2016 preseleccionado del premio del libro Los Angeles Times Misterio/Thriller [11]
- 2016 En la lista del Chicago Tribune de los mejores libros del año [12]
- Premio Encore de la Real Sociedad de Literatura 2017 [13]

## Adaptación televisiva
The North Water se ha adaptado a una serie de televisión de cinco capítulos de BBC Two. Se estrenó el 15 de julio de 2021 en AMC+ (EE. UU.). En el Reino Unido, The North Water se transmitió en otoño de 2021 en BBC Two y BBC iPlayer. Está protagonizada por Colin Farrell como Henry Drax, Jack O'Connell como Patrick Sumner, Stephen Graham como el Capitán Brownlee y Tom Courtenay como Baxter. Por encargo de la BBC, The North Water está realizada por See-Saw Films para la BBC y adaptada y dirigida por Andrew Haigh. Los productores ejecutivos son Jamie Laurenson, Hakan Kousetta, Iain Canning y Emile Sherman de See-Saw Films, Niv Fichman de Rhombus Media y Jo McClellan de la BBC. La serie fue producida por Kate Ogborn. The North Water es distribuida internacionalmente por BBC Studios.